# ميغيل ر. فوربس
ميغيل ر. فوربس (بالإنجليزية: Miguel R. Forbes)‏ هو ناشر أمريكي، ولد في القرن العشرين في نيويورك في الولايات المتحدة.